# Le Jeu de Robin et Marion
Le Jeu de Robin et Marion (Spelet om Robin och Marion) är ett pastoralt sångspel skrivet av trouvèren från Arras, Adam de la Halle, någon gång mellan åren 1283–1285 då han tjänstgjorde vid det franska hovet i Neapel. Det är ett av elva dramer från 1200-talet i Europa som finns bevarat. Det är skrivet på pikardisk dialekt och med talad dialog omväxlande med sånginslag. Dess blandning av rustik, komisk dialog och enkla sånger har setts som en av de faktorer ur vilken operan växte fram, särskilt Opera Comique. Men i själva verket var operans födelse ett särskilt renässansfenomen, och Adams Robin et Marion hade inga direkta efterföljare.